# Giuseppe Colombi
Giuseppe Colombi (Modena, 1635 – Modena, 27 o 29 settembre 1694) è stato un compositore e musicista italiano attivo nel periodo barocco.

## Biografia
Si suppone sia stato allievo di Marco Uccellini, il principale violinista e compositore della città. Nel 1674 fu nominato sottomaestro della cappella di corte di Francesco II d'Este, carica che tenne fino alla morte. Nel 1678, su raccomandazione dello stesso Duca, assunse l'incarico di Maestro di Cappella nella cattedrale, prendendo il posto di Giovanni Maria Bononcini, e rimanendovi fino alla morte.

## Produzione
Scrisse prevalentemente musica strumentale, funzionale ai ritrovi che avvenivano alla corte di Modena. Della sua produzione rimangono però anche tre cantate:
- Dunque a Tiberio ancora, per voce di basso e basso continuo
- Fulminatemi o cieli, per contralto e basso continuo
- Di Lidia al sen vezzoso, per soprano e basso continuo

Scrisse varie sinfonie, sonate, toccate e danze.
Presso la Biblioteca Estense di Modena sono conservate in originale cinque opere e ventidue libri manoscritti di sonate, toccate, sinfonie e balletti.